# Elise Bauman
Elise Bauman (23 ottobre 1990) è un'attrice, cantante e regista canadese.
Ha interpretato il ruolo di Laura Hollis, protagonista della web serie Carmilla (2014-2016).

## Biografia
Bauman ha iniziato a lavorare professionalmente in teatro fin da giovane. Nel 2009 si è trasferita a New York per proseguire i suoi studi presso la Circle in the Square Theatre School, dove è stata scelta per interpretare Anya nella produzione di fine corso di Il giardino dei ciliegi. In autunno è tornata sulle scene con The Skriker di Caryl Churchill, prodotto dalla Red One Theatre Collective, uno spettacolo che ha ricevuto il plauso della critica e una valutazione di 5 "N" da parte di NOW Magazine.
Nel 2014, Bauman è stata scelta per interpretare il ruolo della protagonista Laura Hollis, una studentessa ingenua e determinata della Silas University, nella webserie canadese Carmilla, basata sull'omonima novella gotica sui vampiri del 1871 scritta da J. Sheridan Le Fanu. La serie ha riscosso grande successo per la rappresentazione di personaggi LGBT e ha superato i 70 milioni di visualizzazioni sul canale YouTube KindaTV, attirando fan da tutto il mondo.
Grazie alla popolarità ottenuta online da Carmilla, Bauman ha ricevuto molta attenzione sui social media per il suo ruolo, in particolare su Tumblr, Twitter e Instagram, dove ha superato complessivamente i 200.000 follower. Il successo della serie le ha permesso di classificarsi al 9º posto nella Hot 100 List di AfterEllen nel 2015.
Nel 2016, Bauman ha recitato insieme alla sua collega di Carmilla, Natasha Negovanlis, nel film Almost Adults, diretto da Sarah Rotella e scritto da Adrianna DiLonardo del collettivo Unsolicited Projects. Almost Adults è stato proiettato in diversi festival cinematografici prima di essere distribuito su varie piattaforme online, tra cui Netflix, nel 2017.
Gli episodi della terza e ultima stagione di Carmilla hanno cominciato a essere trasmessi su YouTube nel settembre 2016. In quello stesso anno, la serie ha vinto un Canadian Screen Award e un Rockie Award per il miglior contenuto brandizzato al Banff World Media Festival.
Nel 2017, Bauman ha ripreso il ruolo di Laura Hollis in The Carmilla Movie, un lungometraggio ispirato alla serie, uscito nei cinema canadesi il 26 ottobre.
Nel 2018, alla sesta edizione dei Canadian Screen Awards, Bauman ha vinto il Cogeco Fund Audience Choice Award, assegnato tramite votazione del pubblico, per il suo lavoro in Carmilla. Nel suo discorso di ringraziamento ha dichiarato: «L'industria dell'intrattenimento sta cambiando, ma non abbastanza rapidamente, e abbiamo bisogno delle voci del pubblico per dimostrare che le storie diverse possono contare su un pubblico vasto e fedele. Se vogliamo vedere film e serie con una rappresentazione inclusiva, sia davanti che dietro la macchina da presa, dobbiamo sostenere questi progetti. Quindi vi chiedo questo: uno, cercate e guardate progetti realizzati da e con donne, persone di colore e persone LGBTQ. Condividete questi progetti con la vostra rete di amici. Credo che abbiamo il potere di cambiare il modo in cui raccontiamo le nostre storie, e credo che voi, il pubblico, abbiate un ruolo fondamentale in questo cambiamento. Diamoci da fare. Grazie!»
Sempre nel 2018, Bauman ha debuttato alla regia con il videoclip Keep Going del musicista canadese Ellevan.

### Vita privata
Bauman ha fatto coming out come bisessuale nel 2017.
Dal 2022 ha una relazione con Drew Burnett Gregory, scrittrice per Autostraddle e regista.

## Filmografia
| Anno    | Titolo                              | Ruolo                  | Note                                     | Referenze   |
| ------- | ----------------------------------- | ---------------------- | ---------------------------------------- | ----------- |
| 2014    | Worst Thing I Ever Did              | Fallon                 | Episodio: "For Love or Money"            |             |
| 2014    | The Skriker                         | Girl skriker           |                                          |             |
| 2014    | Young Badlands                      | Bunny                  | Webseries; 6 episodi                     | [ 3 ]       |
| 2014–16 | Carmilla                            | Laura Eileen Hollis    | Webseries; ruolo principale              | [ 4 ] [ 5 ] |
| 2015    | Canadian Star                       | Herself                | Documentario                             |             |
| 2015    | Face the Music                      | Amanda                 | Episodio: "The Abridged Pilot"           | [ 6 ]       |
| 2015    | Everything's Gonna Be Pink          | Theatre School Student | Lungometraggio                           | [ 7 ] [ 8 ] |
| 2016    | Almost Adults                       | Mackenzie              | Lungometraggio; ruolo principale         |             |
| 2016    | Slasher                             | Elise                  | Episodio: "Soon Your Own Eyes Will See"  |             |
| 2016    | Below Her Mouth                     | Bridget                | Lungometraggio; Ruolo di supporto        | [ 9 ]       |
| 2017    | Mandy Mayhem's Rapping with Actors  | Herself                | Episodio: "Elise Bauman"                 |             |
| 2017    | FOMO                                | Kris Ducksworth        | Cortometraggio                           |             |
| 2017    | The Carmilla Movie                  | Laura Eileen Hollis    | Lungometraggio; ruolo principale         |             |
| 2017    | Murdoch Mysteries                   | Abigail Liston         | Episodio: "The Accident"                 |             |
| 2017    | The Inherent Traits of Connor James | Matilda                | Cortometraggio                           |             |
| 2017    | Becoming Burlesque                  | Becca                  |                                          |             |
| 2018    | Paper Crane                         |                        | Cortometraggio                           |             |
| 2018    | The Handmaid's Tale                 | Jenny                  | Episodio: "First Blood"                  |             |
| 2018    | Frankie Drake Mysteries             | Muriel Woods           | Episodio: "50 Shades of Greyson"         |             |
| 2018    | 90/91                               | Mercedes               | Cortometraggio                           |             |
| 2019    | Mary Kills People                   | Bronwyn                | 3 episodi                                |             |
| 2019    | How to Buy a Baby                   | London                 | Episodio: "Adopt-A-Class"                |             |
| 2020    | The Good Witch                      | Donna                  |                                          |             |
| 2021    | Designed with Love                  | Maureen 'Mo' Ryder     |                                          |             |
| 2021    | Love in Translation                 | Lu Walters             | Titolo alternato: Speaking Your Language |             |
| 2021    | Under the Christmas Tree            | Alma Beltran           |                                          |             |
| 2021    | The Republic of Sarah               | Sallie                 | Episodio: 'The Criminal It Deserves'     |             |
| 2021    | A New Year's Resolution             | AJ                     |                                          |             |
| 2022    | Workin' Moms                        | Rebecca Anderson       | 6 episodi                                |             |
| 2024    | One More Time                       | Jen                    | Ruolo regolare                           | [ 10 ]      |
| 2024    | The Umbrella Academy                | Fake Jennifer          | Episodio: "Jean and Gene"                |             |